# أوسكار ألفارو (كاتب)
أوسكار ألفارو (بالإسبانية: Óscar Alfaro)‏ هو كاتب ومؤلف بوليفي، ولد في 5 سبتمبر 1921 في San Lorenzo, Tarija ‏ في بوليفيا، وتوفي في 25 ديسمبر 1963 في لاباز في بوليفيا.